# Baczność! A. R. 7: Powieść o atomie
Baczność! A. R. 7: Powieść o atomie – polska powieść fantastycznonaukowa z 1947 autorstwa Kazimierza Wroczyńskiego, jedna z pierwszych polskich powieści fantastycznych wydanych po zakończeniu II wojny światowej. Książka została wydana przez wydawnictwo „Expresu Wieczornego”. Autorem grafiki na okładce jest Aleksander Sołtan.

## Fabuła
Uczony – geniusz, John Fletcher tworzy atomowego robota. Jednak w obawie przed przechwyceniem go przez wywiad wojskowy ostatecznie go niszczy.

## Odbiór
Wg Andrzeja Niewiadowskiego to historia, która „stanowi ostrzeżenie przed konsekwencjami międzynarodowego szantażu zbrojeń”, nawiązując do panujących ówcześnie napięć w polityce międzynarodowej.